# Ramona Matheis
Ramona Matheis (* 21. Februar 1975) ist eine ehemalige deutsche Fußballspielerin.

## Karriere
Matheis gehörte dem FC Bayern München in der Saison 2000/01 an, für den sie in der Bundesliga 11 Punktspiele bestritt. Ihr Debüt für den Bundesligaaufsteiger gab sie am 15. Oktober 2000 (1. Spieltag) beim 4:1-Sieg im Heimspiel gegen die Sportfreunde Siegen. Ihr letztes Punktspiel bestritt sie am 10. Juni 2001 beim 5:5-Unentschieden im Auswärtsspiel gegen den SC 07 Bad Neuenahr.